# Ilha Pinta
A ilha Pinta, conhecida também pelo nome de Abingdon, é uma ilha na região norte do arquipélago das Galápagos, no Equador. A ilha possui uma área de 5940 hectares e é desabitada. É dominada por um vulcão ativo.
A ilha contém uma grande diversidade vegetal e um alto grau de endemismo, incluindo diversas espécies de aves e dois répteis, Microlophus pacificus e Chelonoidis nigra abingdoni. Este último extinto em junho de 2012, com a morte do último exemplar conhecido.
A Ilha Pinta também abriga gaivotas-rabo-de-andorinha, iguanas-marinhas, falcões-das-galápagos, lobos-marinhos-das-galápagos e uma série de outras aves e mamíferos. A ilha principal mais a norte das Galápagos, em tempos a ilha Pinta tinha uma população próspera de tartarugas. A vegetação da ilha foi devastada ao longo de várias décadas pela introdução de cabras-selvagens, diminuindo assim o fornecimento de alimentos para as tartarugas nativas. Um esforço prolongado para exterminar as cabras introduzidas em Pinta foi concluído em 1990, e a vegetação da ilha está começando a voltar ao seu estado anterior.
A ilha alongada de Pinta é a mais setentrional dos vulcões ativos das Galápagos. Pinta é um vulcão em escudo com um extenso sopé subaquático, originário de fissuras de orientação norte-noroeste..